# Basilisk
Basilisk (яп. バジリスク〜甲賀忍法帖〜, латиніз.: Bajirisuku ~Kōga Ninpō Chō~, латиніз. Basilisk: The Kōga Ninja Scrolls) — японська манґа і аніме-серіал. Манга була написана і проілюстрована Масакі Сеґава і опублікована в Японії в 2003-му і 2004-му роках, за романом Кога Ніндзя Сувої Футаро Ямада, опублікований в 1958-му році. Аніме, створювалося в 2005-му році в Гонзо Studios. Манга виграла у 2004-му році Kodansha Manga Award, і пізніше пішла манга-серія продовження під назвою Ягю Ніндзя Сувої, також заснована на романі Футаро Ямада.

## Сюжет
Дія фільму розгортається в 1614-му році де два ніндзя клани, Тсубагакуре Іга і Манджідані з Кога, б'ються один з одним, щоб визначити, який онук Токугава Іеясу стане наступним сегуном. Смертоносна конкуренція між 10-ма елітними ніндзя з кожного клану розв'язує багатовікову ненависть, яка загрожує знищити всі надії на мир між ними.

### Історичне тло
На зорі Японії Адзуті-Момояма періоду (кінець 16 століття) дві конкуруючі ніндзя клана, Іга Тсугабакуре і Кога Манжідані, займаються вперто кровною помстою, яка охопила їх протягом багатьох століть. Бої нарешті закінчується, коли Хатторі Ханзо перший вдається до припинення вогню між двома кланами на заклик як на службу Токугава Іеясу (людини, яка захопив владу, щоб стати сьогуном і формально вперше в Японії це стало дійсно стійкою формою централізованої влади). Незважаючи на це, військові дії і багато крові залишаються між Кога і Ярма, забезпечуючи хитке співіснування, в кращому випадку.
Перенесемося в 1614-й рік; Іеясу пішов у відставку від влади (хоча він все ще користується значним впливом в уряді) і передав естафету своєму синові Хідетаді. На жаль, низка суперечок піднялася щодо онуків Іеясу, яким судилося прийняти на себе кермо влади, коли їх батько, нарешті, вирішує піти у відставку. Різні урядові тримачі починають приймати чиюсь сторону і сьогунат Токугава знаходиться на межі самостійного розриву.
Для того щоб розв'язати цю проблему, перш ніж вона виходить з-під контролю, Іеясу випускає пакт на не військові дій між Кога і Ярма скасований, і оперативно команди кожного клану відправили 10 своїх найкращих ніндзя вести безжальну і криваву гру вбити або бути вбитим. Лідери двох кланів вбили один одного за межами стін палацу, залишивши дев'ять ніндзя в кожній стороні, щоб визначити результат бою. Отримавши сувій значно раніше, Іга отримали перевагу і швидко вбили чотири, більше з Кога, перш ніж вони ним навіть стало відомо, що пакт був порушений. Проте, на відкритті пакту Кога скоро почали мстити, вбиваючи майже всіх Іга, і примушуючи нових молодих лідерів в дорозі, які перевірить справжню силу своєї любові. До відновлення конфліктів, Кога і двоє молодих спадкоємців Іга (Генносуке і Оборо відповідно) були заручені один з одним в надії, що їх союз остаточно розвіє давню ворожість їх кланів, один до одного. Примусовою головою на окремих сторонах конфлікту вони не хотіли в цьому брати участь, Генносуке і Оборо повинні тепер вибрати, чи слід вбити людину, яку вони люблять або привести весь свій клан до знищення. Проти століть старої ненависті і жахів війни, любов навіть здатна виживати? Кожен клан представлятиме одну з двох фракцій, що підтримують онуків Іеясу; імена обраних своїх бійців записані на двох однакових сувоях, які будуть в крові після їх смерті. Клану, який вбиває обрані десять інших буде дано честь протягом тисячі років, а його онук буде представлятися безперечним спадкоємцем японського сьогунату.

## Пов'язані історичні події
- 1579: Ода Нобукацу (син Ода Нобунага) напав на Провінція Іга і був відкинутий.
- 1581: Ода Нобунага атакував і знищив провінцію Іга.
- 1582: Інцидент в Хонноджі — помер Ода Нобунага.
- 1603: Період Едо — початок. Токугава Іеясу відновив сьогунат (третій і останній в історії Японії) і став першим сегуном Сьогунату Токугава.
- 1605: Токугава Хідетада став другим сегуном.
- 1614: Зимова кампанія в Облозі Осаки — Токугава напав на Тойотомі Хідейорі.
- 1615: Літня кампанія блокади Осаки — Тойотомі клан загинув.
- 1616: Токугава Іеясу помер.
- 1623: Токугава Іемітсу став третім сегуном.

## Аніме

### Тематика пісень
Опенінг
 Кога Ninpou Чжоу на Onmyouza, на компакт СД, з однойменною назвою. Сингл вийшов 27 квітня 2005 року.
Закриваюча тема
1. «Hime Мурасакі» по Нана Мізукі (EPS 1,9,11-12)
2. «Дикі очі» Нана Мізукі (EPS 2-8,10,13-14): Обидві пісні публікуються з синглом «Wild Eyes», 5 травня 2005 року.

### Трансляція
Перша прем'єра в Японії на телевізійних станціях: TV Saitama, TV Kanagawa, Chiba TV, Mie TV, KBS, AT-X, Jidaigeki Senmon Channel, та інші. З 3 квітня по вересень 2005 року.
Серії також були в ефірі через численні міжнародні регіони, у тому числі Малайзія на ntv7, Канада на Razer, США на IFC і Funimation Channel, РФ на 2x2, Туреччина на MTV Türkiye, і на багатьох інших.

### Серії
|    |                                                          |                 |  |  |
| 1  | Destiny «Sōshi Sōsatsu» (相思相殺)                       | 12 квітня 2005  |  |  |
| 2  | Last Rendezvous «Taidō Niba» (胎動弐場)                  | 19 квітня 2005  |  |  |
| 3  | The Onslaught of War «Kyōchū Muzan» (凶蟲無惨)           | 26 квітня 2005  |  |  |
| 4  | The Horned Owl «Yōkaku Yakō» (妖郭夜行)                  | 3 травня 2005   |  |  |
| 5  | The Surprise Attack «Ninja Rokugi» (忍者六儀)            | 10 травня 2005  |  |  |
| 6  | Longing in the Rain «Kōrui Renbo» (降涙恋慕)             | 17 травня 2005  |  |  |
| 7  | The Bloodsucking Seductress «Hitohada Jigoku» (人肌地獄) | 24 травня 2005  |  |  |
| 8  | Cage of Blood «Chikemuri Mujō» (血煙無情)                | 31 травня 2005  |  |  |
| 9  | Farewell «Aizetsu Rinu» (哀絶霖雨)                       | 7 червня 2005   |  |  |
| 10 | Divine Mandate «Shinso Gojō» (神祖御諚)                  | 14 червня 2005  |  |  |
| 11 | On Their Own «Sekireki Mukoku» (石礫無告)                | 21 червня 2005  |  |  |
| 12 | Remembrance «Tsuisō Gentō» (追想幻燈)                    | 28 червня 2005  |  |  |
| 13 | A Swarm of Butterflies «Kochō Ranbu» (胡蝶乱舞)          | 5 липня 2005    |  |  |
| 14 | Fallen Flower «Sange Kaikyō» (散花海峡)                  | 12 липня 2005   |  |  |
| 15 | Reckoning «Hatō Gokumon» (波涛獄門)                      | 19 липня 2005   |  |  |
| 16 | First Impressions «Kaihō Tanga» (懐抱淡画)               | 26 липня 2005   |  |  |
| 17 | Wandering Hearts «Konmei Rubō» (昏冥流亡)                | 2 серпня 2005   |  |  |
| 18 | A Dawn Without Light «Mumyō Futsugyō» (無明払暁)         | 9 серпня 2005   |  |  |
| 19 | Conspiracy «Mōjo Kanbō» (猛女姦謀)                       | 16 серпня 2005  |  |  |
| 20 | River of Mercy «Jinji Ryūryū» (仁慈流々)                 | 23 серпня 2005  |  |  |
| 21 | With All Her Heart «Misatsu Kagerō» (魅殺陽炎)           | 30 серпня 2005  |  |  |
| 22 | The Haunted «Kikoku Shūshū» (鬼哭啾々)                   | 6 вересня 2005  |  |  |
| 23 | Emancipation «Mugen Hōyō» (夢幻泡影)                     | 13 вересня 2005 |  |  |
| 24 | Requiem «Raise Kaikō» (来世邂逅)                         | 20 вересня 2005 |  |  |

### Відмінності між манґою і аніме
Хоча аніме є калькою оригінальної манги, що повторюється майже точно в сюжетній лінії, є кілька невеликих відмінностей. Найбільш помітними з яких спогади (наприклад, в першому епізоді 1 щодо того, як Оген і любов Данжоу прийшов до кінця), а також додаткові сцени, які відбуваються тільки в аніме; обидві з яких служать для поглиблення персонажів і передісторію. Одна з найбільш відомих сцен, доданих в аніме була епілогом для заключного епізоду який був покликаний додати почуття закриття в той час як манга закінчується відразу після дуелі Генносуке і Оборо.
Інші відмінності включають бойові сцени, що відбуваються в іншому порядку (тобто в манзі, Оборо перешкоджає спробі Жінгоро до вбивства Генносуке до зупинки Акекіну і Жоусуке дуелі у той час, як в аніме ситуація зворотна), та відверті сцени були прибрані в аніме або перенесені в іншу форму, в той час як манга має тенденцію бути менш цензурною. Хоча, все ж в аніме, голі груди можна побачити доволі часто.